# M56 Scorpion
90-мм самохідна протитанкова гармата M56 «Скорпіон» (англ. M56 Scorpion, укр. «M56 Скорпіон») — авіадесантна, неброньована самохідна артилерійська установка /винищувач танків виробництва США.

## Конструкція

### Корпус
Самохідна протитанкова гармата створена на спеціальній гусеничній основі. Корпус алюмінієвий клепаний, розділений на два відділення — силове (розміщене в передній частині машини) і бойове і відділене управління (у середній і кормовій частині) корпусу.
Основні вузли та агрегати герметизовані, електропровід виконаний водонепроникним.

### Озброєння
90-мм протитанкова гармата M54, поміщена відкрито в бойовому відділенні на тумбовій установці. Ствол гармати являє собою моноблок з навісним казенником, односекційним дуловим гальмом і гарматним щитом. Затвор клиновий, напівавтоматичний, вертикальний. Зверху на казенній частини гармати кріпляться два циліндри гідравлічних противідкатних пристроїв.
Механізми наведення гармати мають ручні приводи, заряджання ручне. Для наведення гармати у ціль при стрільбі прямою наводкою застосовується оптичний приціл зі змінним збільшенням, при стрільбі з закритих позицій — відповідні прицільні пристрої.
Зліва від гармати розміщуються командир і заряджаючий, праворуч — механік-водій.
У боєкомплект гармати входять унітарні постріли з уламково-фугасними, бронебійними, підкаліберними і кумулятивними снарядами. Боєкомплект перевозиться безпосередньо в машині і укладається в окремому водонепроникному алюмінієвому контейнері.

#### Боєприпаси
Для стрільби з 90-мм протитанкової гармати M54 застосовуються унітарні постріли, розроблені для 90-мм гармат M36 і M41 виробництва США, а також снаряди для 90-мм протитанкової гармати фірми «Рейнметалл» західнонімецького виробництва, у тому числі:
- Постріл з бронебійно-трасуючим снарядом M82 з бронебійним наконечником і розривним зарядом;
- Постріли з суцільним бронебійно-трасуючим снарядом M318 (T33E7), M318A1 і M318A1С;
- Постріл з підкаліберним бронебійно-трасуючим снарядом M304 з високою початковою швидкістю;
- Постріли з підкаліберним бронебійно-трасуючим снарядом M332 і M332A1;
- Постріли з кумулятивним необертовим снарядом M348 (T108E40) і M348A1 (T108E46);
- Постріл з кумулятивним необертовим трасуючим снарядом M431 (T300E5);
- Постріл з осколково-фугасної гранатою M71;
- Постріл з осколково-трасуючою гранатою M91;
- Постріл з картечним снарядом M336;
- Постріл з осколковою гранатою M377, спорядженої стріловидними забійними елементами;
- Постріл з осколково-трасуючою гранатою XM580E1, спорядженої стріловидними забійними елементами;
- Постріли з димовим снарядом M313 і M313C.

### Засоби спостереження
Для водіння машини вночі використовується бінокль нічного бачення, який надягається на шолом механіка-водія.

### Двигун і трансмісія
Силова установка — шестициліндровий двигун «Continental» повітряного охолодження з протилежним розташуванням циліндрів і системою безпосереднього вприскування палива. Потужність — 205 к.с.
Силова передача — гідромеханічна трансмісія «Крос-Драйв», яка кріпиться до двигуна і утворює з ним один агрегат.

### Ходова частина
Ходова частина складається з індивідуальної торсіонної підвіски, опорних ковзанок з пневматичними шинами (по чотири на сторону), які одночасно є і підтримуючими; ведучих коліс переднього розташування і резино-металевих гусениць шириною 510 мм. Кожна гусениця складається з двох стрічок, виготовлених з прогумованої тканини і армованих сталевими тросами. Стрічки з'єднані між собою сталевими штампованими поперечиною з гумовими подушками.

## Історія створення і розробки
M56 була створена в 1948–1953 роках. Її серійне виробництво продовжувалося з 1953 по 1959 рік компанією «Cadillac Motor Car Division».

## Бойове застосування
У 1960-ті роки M56 використовувалася в В'єтнамській війні.
У 1955 році M56 була прийнята на озброєння бойових груп авіадесантних частин армії США. M56 могла перевозитися поруч тодішніх транспортних літаків і планерів, а також десантуватися парашутвим способом.
M56 була знята з озброєння повітряно-десантних частин армії США після появи танків M551 Шерідан.

## Відео
- M56 Scorpion Airdrop Tests [Архівовано 26 вересня 2016 у Wayback Machine.]